# 980
Évszázadok: 9. század – 10. század – 11. század
Évtizedek: 930-as évek – 940-es évek – 950-es évek – 960-as évek – 970-es évek – 980-as évek – 990-es évek – 1000-es évek – 1010-es évek – 1020-as évek – 1030-as évek
Évek: 975 – 976 – 977 – 978 –  979 – 980 – 981 – 982 – 983 – 984 – 985

## Események
- Adud ad-Daula fárszi és iraki emír elfoglalja a lázadó öccsének, Fahrnak menedéket nyújtó Zijáridáktól Gurgánt másik fivére, a Hamadánt és Rajjt uraló Muajjid számára
- I. Vlagyimir kijevi nagyfejedelem újraegyesíti a I. Szvjatoszláv halála után három részre szakadt Ruszt.[1]

## Születések
- július közepe – III. Ottó német-római császár (†1002)
- Avicenna perzsa származású orvos, filozófus és tudós, a középkori muszlim gondolkodás egyik legnagyobb alakja (†1037)
- Leif Eriksson izlandi-norvég-viking felfedező (†1020)

## Halálozások
- I. Jaropolk kijevi nagyfejedelem[1]